# Odessa Lake
Odessa Lake är en sjö i Kanada.   Den ligger i countyt Frontenac County och provinsen Ontario, i den sydöstra delen av landet, 140 km sydväst om huvudstaden Ottawa. Odessa Lake ligger 122 meter över havet. Arean är 1,8 kvadratkilometer. Den sträcker sig 4,4 kilometer i nord-sydlig riktning, och 3,3 kilometer i öst-västlig riktning.
Omgivningarna runt Odessa Lake är en mosaik av jordbruksmark och naturlig växtlighet. Runt Odessa Lake är det ganska tätbefolkat, med 78 invånare per kvadratkilometer.